# La Magdalena Tlatlauquitepec
La Magdalena Tlatlauquitepec là một đô thị thuộc bang Puebla, México. Năm 2005, dân số của đô thị này là 426 người.